# Ildikó Jarcsek-Zamfirescu
Ildikó Jarcsek-Zamfirescu, született Ildikó Jarcsek (Temesvár, 1944. október 3. – Temesvár, 2019. január 9.) román színésznő, színiigazgató.

## Életútja
A Temesvári Nyugati Tudományegyetem német nyelvet és irodalmat tanult, majd a bukaresti Ion Luca Caragiale Színház- és Filmművészeti Egyetemen szerzett színművészeti diplomát. 1970-ben debütált színésznőként a botosáni színházban a Puntila úr és szolgája, Matti című színdarabban. 1973-től a Temesvári Állami Német Színház művésze volt. 1983 és 2001 között a színház igazgatójaként is tevékenykedett. Jelentős szereplése volt nővérével, Ida Jarcsek Gazával Hans Kehrer Két nővér című színdarabja, melyben a helyi bánáti nyelvjárást használják. 1991-ben ezzel a darabbal Németországban vendégszerepeltek. Színésznőként közel száz szerepet játszott. 1992-től a Temesvári Nyugati Tudományegyetem Színháztudományi Karának megalapítása után oktatóként is tevékenykedett.

## Színházi szerepei
- Brecht: Puntila úr és szolgája, Matti (1970)
- García Lorca: Bernarda Alba háza (Amelia, 1974)
- Lassing: Minna von Barnhelm (Minna, 1975)
- Müller-Guttenbrunn után Kehrer: Jakob mester és gyermekei (Eva, 1977)
- Shakespeare: Vízkereszt, vagy amit akartok (Mária, 1978)
- Alecsandri: Chirița în provincie (Chileţa, 1984)
- Brecht: Kurázsi mama és gyermekei (Anna Fierling, 1988)
- Kleist: Az eltört korsó (Martha Rull, 1992)
- G. B. Shaw: Fegyver és vitéz (Katharina, 1997)
- Mitterer: Szibéria (2003)
- Ionescu: A székek (Semiramida, 2005)

## Színházi rendezései
- Caragiale: Leonida naccságos úr és a reakció (1986)
- Musik unterm Tannenbaum (1986)
- Frühlingsrhythmen (1987)
- Marsak: Macsakház (1988)

## Filmjei
- Iacob (1988)
- A unsprezecea porunca (1991)
- A határon túl (Dincolo) (2000, rövidfilm)

## Díjai, elismerései
- Stefan Jäger-érem (2000)
- Pro Cultura Timisiensis (2004)